# Junix
Junix là một chi chuồn chuồn ngô thuộc họ Protoneuridae. Nó gồm các loài:
- Junix elumbis